# یواس‌اس اوتا (۱۸۶۳)
یواس‌اس اوتا (۱۸۶۳) (به انگلیسی: USS Eutaw (1863)) یک کشتی بود که طول آن ۲۰۵ فوت (۶۲ متر) بود. این کشتی در سال ۱۸۶۳ ساخته شد.